# Motsoalle
Motsoalle es un término en idioma sesotho que hace referencia a relaciones duraderas y socialmente aceptadas entre mujeres basotho en Lesoto. Puede traducirse libremente como "amiga muy especial". El término motsoalle se emplea para referirse a la otra mujer dentro de este vínculo, como en la frase “ella es mi motsoalle”, y también para describir la relación entre ambas. Estas relaciones eran socialmente reconocidas y, en ocasiones, celebradas dentro de las comunidades de Lesoto. Por lo general, coexistían con matrimonios heterosexuales convencionales y podían incluir distintos niveles de intimidad física entre las mujeres involucradas. Con el tiempo, estas relaciones comenzaron a desaparecer en Lesoto.

## Características
Las relaciones motsoalle podían comenzar durante la adolescencia. En muchos casos, eran reconocidas públicamente mediante una celebración ritual y con el conocimiento de la comunidad. Un ejemplo documentado es el de Mpho 'M'atsepho Nthunya, quien en la década de 1950 organizó, junto a su esposo, una fiesta para honrar a su motsoalle. Su historia fue registrada por la antropóloga K. Limakatso Kendall en el libro Singing Away the Hunger: The Autobiography of an African Woman (1997). La antropóloga Judith Gay también documentó estas relaciones, afirmando que en el pasado eran muy comunes. Jason Sullivan estudió una variante de estas relaciones entre estudiantes mujeres, describiéndolas como una forma de enamoramiento adolescente o mentoría. Otros antropólogos que han analizado este fenómeno incluyen a Stephen Murray y Will Roscoe.
Las relaciones motsoalle no se corresponden directamente con la concepción occidental de relaciones lésbicas o queer. Las mujeres involucradas en estas relaciones contraían matrimonio con hombres y cumplían, o aparentaban cumplir, con las expectativas tradicionales de género. No adoptaban una identidad social diferente a causa de su vínculo afectivo con otra mujer. Al mismo tiempo, estas relaciones diferían del modelo occidental de amistad entre mujeres heterosexuales.
El investigador William J. Spurlin advierte que no debe traducirse automáticamente el término motsoalle como “lésbica”. No obstante, considera posible situar estas relaciones dentro del “continuo lésbico” propuesto por algunas teóricas feministas, ya que implicaban lazos afectivos e íntimos profundos entre mujeres. Esta interpretación, sin embargo, debe evitar imponer conceptos occidentales que no reflejan fielmente la experiencia local.
Una parte de la diferencia entre las relaciones motsoalle y las relaciones lésbicas modernas se relaciona con la concepción del sexo en la cultura sesotho. Entre generaciones mayores de la población basotho, no se consideraba que existiera un acto sexual si no participaba un varón. Por lo tanto, las prácticas íntimas entre mujeres no eran vistas como sexuales en sentido estricto. Debido a la situación social en las zonas rurales de Lesoto y a la falta de un concepto de lesbianismo, las relaciones motsoalle estuvieron muy extendidas en el pasado, pero no se consideraban una "alternativa al matrimonio heterosexual".
Según Mpho Nthunya, “cuando una mujer ama a otra mujer, puede hacerlo con todo su corazón”.
Con la modernización de Lesoto y el incremento del contacto con culturas occidentales, muchas comunidades comenzaron a incorporar actitudes homofóbicas. Kendall sostiene que la difusión de ideas occidentales sobre la sexualidad, junto con la aparición de la homofobia, contribuyó al declive de estas relaciones. Para la década de 1980, los rituales festivos asociados a las relaciones motsoalle habían desaparecido. Actualmente, estas relaciones son muy poco frecuentes o se consideran extintas.